# ديرفيلد (ماساتشوستس)
ديرفيلد (بالإنجليزية: Deerfield, Massachusetts)‏ هي منطقة سكنية تقع في الولايات المتحدة في مقاطعة فرانكلين (ماساتشوستس). يقدر عدد سكانها بـ 5,125 نسمة ومساحتها 86.6 كم2 و وترتفع عن سطح البحر 46 متر.

## معرض صور

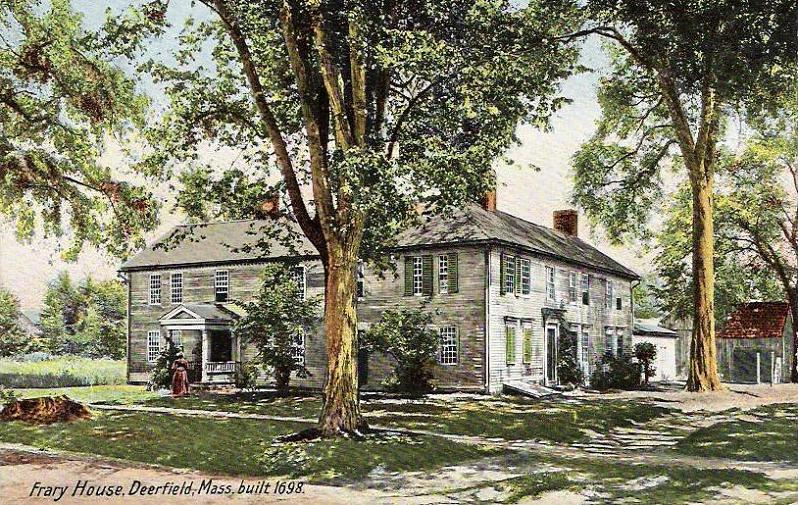
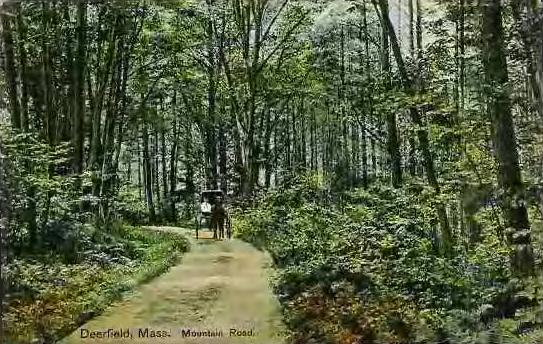
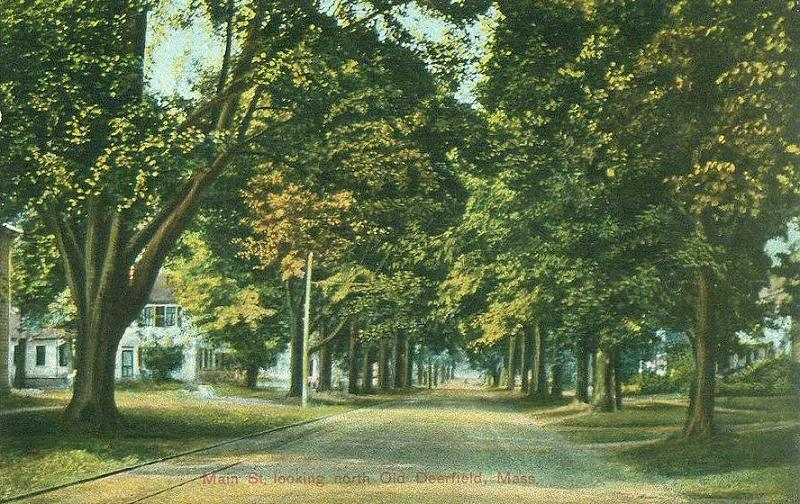
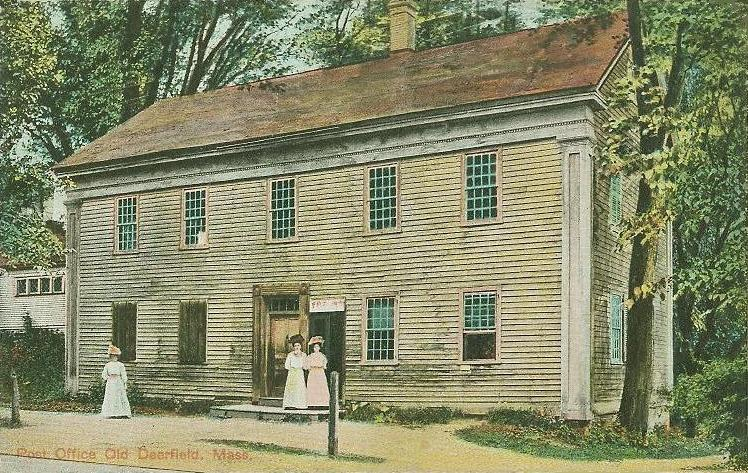

## أعلام
- جون وليامز
- إيليزا إلين ستار
- ريتشارد هيلدرث
- جورج فاولر
- ويليام دبليو. رايس
- إروين روز
- سوزان هانتينغتون غيلبرت ديكنسون